# 波多野翔
波多野 翔（はたの かける、2000年5月6日 - ）は、日本の男性声優、俳優。新潟県出身。アミューズ所属。

## 略歴
ケイファクトリー、オブジェクトを経て2022年7月1日よりアミューズ所属となる。
『Arcanamusica』の川和静役で声優活動を開始した。

## 人物
特技は野球、歌。趣味は歴史探訪、ゲーム、映画とミュージカル鑑賞。
兄は俳優の波多野航。

## 出演
太字はメインキャラクター。

### テレビアニメ
2022年
- 湖池屋SDGs劇場 サスとテナ（正、市民）

2023年
- シャドウバースF（男性）
- 弱虫ペダル LIMIT BREAK（男子部員）
- シャングリラ・フロンティア（2023年 - 2025年、男性プレイヤーA、男性プレイヤー、プレイヤーB、ライブラリ男性、部下 他） - 2シリーズ
- ポーション頼みで生き延びます!（近衛兵）
- ひきこまり吸血姫の悶々（ゲラ＝アルカ兵A）

2024年
- 俺だけレベルアップな件（要譲二、野次馬の男、ハンター、コージ）
- ぽんのみち（雀士）
- ワンルーム、日当たり普通、天使つき。（客C）
- 喧嘩独学（男子生徒）
- ブルーアーカイブ The Animation（PMC兵）
- ダンジョンの中のひと（探索者）
- この世界は不完全すぎる（村人）
- 先輩はおとこのこ（生徒A）
- ブルーロック VS. U-20 JAPAN（七星虹郎）
- デリコズ・ナーサリー（生徒）
- トリリオンゲーム（観客）

2025年
- クラスの大嫌いな女子と結婚することになった。（男子生徒A）
- WIND BREAKER Season 2（美吉彰人）
- mono（教師）
- 小市民シリーズ（店員）
- アン・シャーリー（男子学生）
- 薫る花は凛と咲く（大澤樹）

時期未定
- 多聞くん今どっち!?（福原多聞）

### ゲーム
- 異世界のヘリオン（2022年、根津辰彦[33]）
- モンスターストライク（2024年、ジョワユーズ[34]）
- カルドアンシェル（2024年、ゲーティア[35]、立端在人[36]）

### ボイスコミック
- ボートレース住之江 オリジナル漫画「私、女王になります!〜決戦は年末、住之江で〜」（実況）

### 吹き替え
- トランスフォーマー/ビースト覚醒（2023年[37]）

### ラジオ
※はインターネット配信。
- 波多野翔のパイセン！それ頂きます！（2025年、音泉※[38]）

### テレビ番組
※はインターネット配信。
- 実況×解説！ざわつきバラエティ「声優育成委員会」（2022年12月9日・2023年1月13日、BSフジ[39]）
- 声優と夜あそび（2023年3月1日、AbemaTV※[40]）

### テレビドラマ
- シロでもクロでもない世界で、パンダは笑う。 第2話（2020年1月19日、読売テレビ[41]）
- 隕石家族 第1話（2020年4月11日、東海テレビ[42]）
- ウチの娘は、彼氏が出来ない!!（2021年1月13日 - 3月17日、日本テレビ）
- 青のSP―学校内警察・嶋田隆平― 第10話（2021年3月16日、フジテレビ）
- 大奥 第1話（2023年1月10日、NHK総合）

### Webドラマ
- ガチ恋と私、捧げます（2024年、TikTok）- 彌神天音 役（声の出演）[43]

### 舞台
- ミュージカル『OZ』（2024年11月、I'M A SHOW） - バウムクーヘン役 [44]

### その他コンテンツ
- Arcanamusica（2022年 - 2024年、川和静[45][46]）
- コードジェム（2023年 - 、ケイ/近衛）

### シリーズ一覧
1. ↑  1st season（2023年 - 2024年）、2nd season（2024年 - 2025年）